# Suricata (Software)
Suricata ist ein Network Intrusion Detection System (NIDS). Es wird durch die Open Information Security Foundation (OISF) entwickelt und betreut. Die Software steht unter einer freien GPLv2 Lizenz. Neben dem Betrieb als IDS bietet Suricata auch einen Network Intrusion Prevention System (NIPS) Modus an, der direkt in den Datenverkehr eingreift und Pakete blockieren kann.
Suricata kommt in einigen freien Firewall-Distributionen wie IPFire, pfSense, OPNsense und SecurityOnion als IDS oder IPS zum Einsatz. Ebenso verwenden kommerzielle Anbieter wie etwa FireEye Suricata in ihren Produkten und leisten als Consortium Member der OISF auch finanzielle Unterstützung.

## Features
- Multithreading
- PCAP-Analyse
- IPv6-Support
- Automatische Protokollerkennung
- Protokoll-Parser
- HTTP-Engine (libhtp)
- PCRE-Support
- Lua-Skripte
- Intel-Hyperscan
- Eve JSON-Log-Ausgabe
- Redis
- Datei-Extrahierung
- High-Performance-Packetaufzeichnung
- AF_PACKET
- PF_RING
- NETMAP
- IP-Reputation

## Geschichte
Die Entwicklung von Suricata begann 2008 durch Matt Jonkman, Will Metcalf und Victor Julien, der bis heute als Hauptentwickler über das Projekt wacht. Im November 2015 fand die erste Suricata-Konferenz (SuriCon) in Barcelona statt, mit weiteren Auflagen 2016 in Washington D.C., 2017 in Prag, 2018 in Vancouver sowie 2019 in Amsterdam.